# Chaloner Chute
Pour les articles homonymes, voir Chaloner.
Chaloner Chute, né à une date inconnue et mort le 14 avril 1659, est un homme politique et avocat anglais.

## Biographie
À l'issue d'études de droit au Middle Temple, il est appelé au barreau. Il acquiert une solide réputation comme avocat, et en 1641 il est l'avocat du procureur général Edward Herbert, destitué par la Chambre des communes pour avoir, sur instruction du roi Charles Ier, poursuivi des députés auteurs de la Grande Remontrance contre le roi. Il défend également (sans succès) William Laud, l'archevêque de Cantorbéry, accusé de trahison par le Parlement.

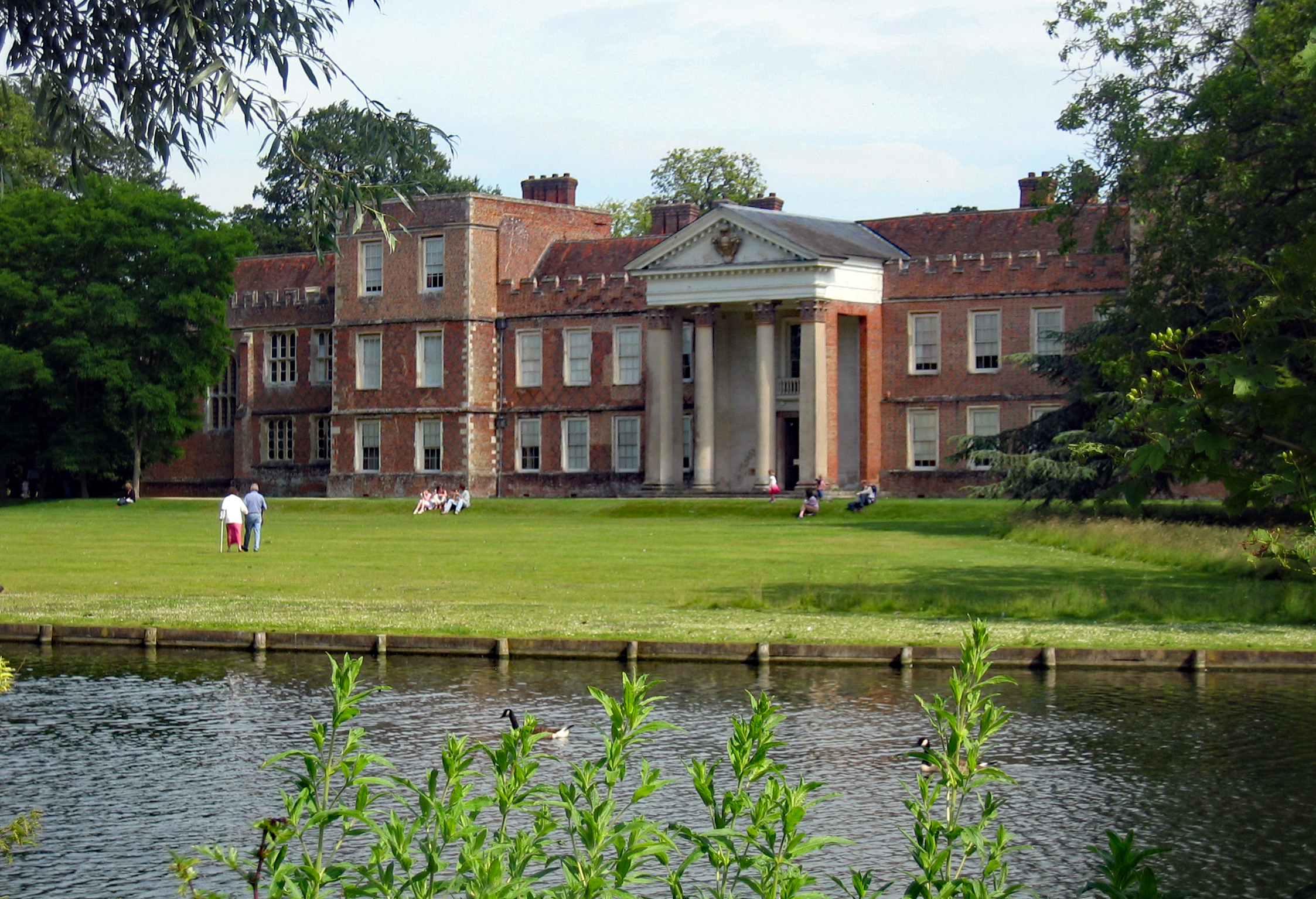
The Vyne, manoir acheté par Chaloner Chute en 1653 dans le Hampshire.

Il est élu député du Middlesex pour le parlement de 1656, le deuxième parlement du Protectorat d'Oliver Cromwell. L'Angleterre à cette date est une république puritaine autoritaire, issue de la Première révolution anglaise. À l'instar d'une centaine d'autres élus, Chaloner Chute se voit interdit de siéger au parlement, n'étant pas jugé suffisamment pieux et tombant ainsi sous le coup de l'article 7 de l’Instrument de Gouvernement, la constitution du Protectorat. Élu une nouvelle fois député du Middlesex au parlement de 1659, il est cette fois autorisé à siéger, et est choisi pour présider la Chambre des communes. Il n'exerce toutefois cette présidence que du 27 janvier au 9 mars : En raison de sa santé déclinante, il est alors autorisé à s'absenter, et Lislebone Long le remplace temporairement. Il meurt le 14 avril.